# Nesticella michaliki
Espèce
Nesticella michaliki est une espèce d'araignées aranéomorphes de la famille des Nesticidae.

## Distribution
Cette espèce est endémique de l'État Chin en Birmanie,. Elle se rencontre à 3 066 m d'altitude sur le Nat Ma Taung.

## Description
Le mâle holotype mesure 2,10 mm et la femelle paratype 2,50 mm.

## Étymologie
Cette espèce est nommée en l'honneur de Peter Michalik.

## Publication originale
- Grall & Jäger, 2016 : Four new species of the spider genus Nesticella Lehtinen & Saaristo, 1980 from Laos, Thailand and Myanmar and the first description of the male of Nesticella yui Wunderlich & Song, 1995 with a proposed new diagnostic character for the family Nesticidae Simon, 1894 (Arachnida, Araneae). Zootaxa, no 4085(2), p. 248-264.